# 米騒動
米騒動（こめそうどう）は、食糧騒擾（しょくりょうそうじょう、農牧産物が由来の消費者による暴動）の一種である。
日本史で単に米騒動といった場合、狭義では「米価の暴騰によって発生する民衆の暴動」の中でも1918年の米騒動を指す。
主食の多様化でコメ不足による民衆暴動が起きなくなった後も比喩表現として用いられる。

## 概要
ヨーロッパでは食肉暴動などもあるが、一般に穀物・パン・麦粉など穀物関係の騒擾が最も多い。必需品である上に保存が効くため、買い占めて値を吊り上げるのに格好だからである。したがって米食が基本の東アジア・モンスーン地帯では米騒動が主で、日本はその典型である。
商人の存在は都市の発生と共に古く、農畜産物を商品化する階級を掣肘する政治勢力が無い場合、食糧価格が上がるため、食糧騒擾は古代から存在した。殊に地中海世界は夏季の雨量が少ないため穀作に適せず、葡萄酒や陶磁器などの商工生産物の貿易によって黒海方面などから穀物を輸入する都市文明として栄えたが、遠路の輸入経路に乱れが生じた際に、支配的な商工階級が穀価を吊り上げるのを抑える政治勢力がいなかった。ギリシャ（殊にアテネ）やローマはその典型であったが、中世末のイタリア北半や近世初頭のフランドルもそうであった。毛織物業で栄え商工業者が支配する都市国家で穀物を輸入に依存していたからである。これらの都市国家の例を別にすれば、食糧騒擾は一般に、王権の衰える封建制末期に始まり、市民革命の前後に多い。ブルジョワジーが支配的になっているが、まだ第一次産業が中心なので投機の主要な対象が穀物になるためである。
日本の米騒動も近世後期に本格化する。農民の年貢・小作料の減免を要求する百姓一揆とは基本的に異なるが、耕地が少なくて飯米を買わねばならぬ貧農は米屋をも襲うので、米騒動の性格が混在する農民騒擾も珍しくはない。
一般に食糧価格を下げることと賃金を上げることは、食糧騰貴に対し同じ効果を持つ方法なので、日本でも鉱山・塩田・仲仕・中馬などの集団労働では賃上げ型の米騒動が(古い現物給与の習慣も相まって)見られる。加賀金沢の金箔職人、信州飯田の元結職人など同職者が集住するところでは、彼等の賃上げ争議が一般庶民の値下げ騒擾に合流して主導することも有った。欧州では花形産業の毛織物工場が中世末から都市内にあり、近世には炭坑も家庭燃料を供給するようになったので、労働者の賃上げ争議が食糧騒擾の一環であるという常識が早くから成立していた。しかし、日本近世は石高制だったので、藩米・扶持米の換金率が良くなるよう米価をつり上げる役を負わされた各藩の特権商人を標的とする街頭騒擾が、日本の米騒動のイメージになっていた。
江戸時代の日本と欧米列強との格差は大きく、立憲君主制度で国内統一・近代化するには古代的天皇制までを持ち出さねばならなかった。明治維新とは「上からの近代化｣だった。近代化以降の近代化期の日本では米騒動は無くならないばかりか、新旧2つの構造を持つに至ったとの意見がある。特権商人が廃藩置県・地租改正によって全国で一斉に消えた一方で、米の積出しが目立つ米移出地帯と歴史性の強い地域でだけ近世型の街頭騒擾が続いた。他方で近代化による産業革命・諸制度で生まれた工場・鉱山・都市では近代型米騒動(賃上げ騒擾・消費運動)が急速に増加していった。
高度経済成長後は農業技術の向上や品種改良が作付面積当たりの生産量が増えた一方で、日本人による米消費量は右肩下がりに毎年減っていった。他方で小麦等の他の主食は消費拡大していった。需要減による米余りのため、米の生産量を減らす減反政策が行われるようになった。  
具体的には昭和37年(1962年)に日本で「1人当たりの年間米消費量」は過去最大になり、以降から右肩下がりが続いている。1970年から消費量が生産量を下回り、政府買入米に余剰が発生し食管会計を圧迫するようになった。食管会計の赤字縮小のため国は米の生産量を調整し、2017年まで転作を推進してきた。昭和40年(1965年)頃と比較すると、2023年の「1人当たりの年間米消費量」は約半分の50.9kg（１人/年間）まで減少している。

## 1918年米騒動
多くはインフレーションなど経済的要因によっているので、街頭型騒擾は短期であっても、近代型米騒動(賃上げ騒擾・消費者運動)は2、3年にまたがるのが普通であった。

## 1993年米騒動
1993年（平成5年）に冷夏の影響で、日本国内のコメ生産量が減って、米の作況指数は平年100とすると同年は74であり「著しい不良」であった。1993 年の自体は「平成の米騒動」と例えられるが、過去の「米騒動」のような「米価の暴騰によって発生する民衆の暴動」ではなかった。暴動に発展しなかった理由として、過去の米騒動の時代とは異なり、日本は豊かな国家となり、主食はパンなどコメ以外にも多様化していたため、他にも食べるもの自体は溢れていたことにある。原因は1913年以来の80年ぶりの大冷夏であったこと、1991年の作況指数95で「不作」であったことで古米在庫量が例年よりも少なかったことも拍車をかけた。
これを機に1995年に食糧管理法を廃止し「主要食糧の需給及び価格の安定に関する法律」が施行され、政府備蓄米制度が発足した。

## 世界の米関連問題
米が主食の国家の場合、米の価格高騰、国内流通量の減少は治安悪化や国家の運営を揺るがす事態に直結する問題となる。そのため、国家元首は米の価格、流通に対し、神経質になるという。
2008年に消費者側の状況を見ると、特に貧困層はエンゲル係数が高く、食料費の高騰の影響を受けやすい。

### 国際取引について
米は小麦とトウモロコシに並んで三大穀物とも呼ばれ、大量に生産されているが、生産量に比べ、国際間の取引流通量は少ない。これは主に生産国内でまず主食として消費されるため、国外に出回りづらいためである。そのため、主要輸出国で少し生産量が減少した場合、主要国国内での流通量はそれほど変動しないとしても、輸出量は大幅に変動することになる。また輸出上位国の輸出量が市場流通量に占める割合が高いため、一国に何かあった場合は波及が大きい。しかも、日本人、中国人、朝鮮人が主食とする短粒種のジャポニカ米は、それらの国で国内消費される比率が高く、国外に出回りづらい傾向が更に拍車をかけている。米の国際取引においては、輸出トン数の上位3ヶ国インド、ベトナム、タイ王国（順に26％、19％、18％）などで主食となっている長粒種のインディカ米が8割近くを占めている。

### 増産の難しさについて
米の需給が逼迫する中で、米の増産はすぐに出来ない。以下、要因を挙げる。
- 作付け面積の制限
  - 農地の減少（例：日本国に於ける水田減反の強制など。地方病 (日本住血吸虫症)）[9]
  - 太陽光パネルによるソーラー発電所への耕作転換
  - 都市化による宅地への転換
  - ロシアウクライナ戦争による肥料の輸入数量の大幅な減少と価格の上昇
  - 円安による燃料等、価格上昇
  - 高齢化による就農意欲の減少、離農による耕作放棄
  - 原油価格高騰を背景としたバイオ燃料需要の拡大に伴い、米からバイオ燃料用の作物へ転作が起こっている[9]
- 遺伝子組み換え作物が普及しない[9]

### 2000年代後期の価格上昇
2007年3月から2008年3月にかけて、国際的な米の価格の上昇によって、米騒動といえる状況が発生した。この期間、米価指標は50%以上上昇した。米価上昇の背景には、原油価格上昇に伴った費用増加（肥料、輸送費、穀物乾燥に使用する燃料など）、主要な米生産国での天災による不作、米価格上昇に伴い利潤優先で米が国外流出して国内流通が不足することを恐れたインドなどが、米の輸出制限を行ったことによって国際流通量が減少したことなどが挙げられる。また、価格上昇は今後も続くと見た投機資金の流入も起きた。。
米の価格高騰の影響を一番受けるのは、低所得層である。各国では「米を買うために長い行列ができる」（フィリピン）、「今まで無かった米泥棒が多発」（タイ王国）、「米の代わりにイモを食べるよう、軍が指導」（バングラデシュ）といった状況にあった。

## 比喩
- 1975年の特撮『正義のシンボル コンドールマン』では、敵組織が世界征服の手段として食料の買い占めを実行する。
- 2020年発売のゲームソフト『天穂のサクナヒメ』が売り切れ続出となった際に「令和の米騒動」と称された[12]。
- 川勝平太は静岡県知事時代の2021年に参院静岡補選の応援演説で対立候補の若林洋平（前御殿場市長）を「あちら（御殿場市）はコシヒカリしかない」と揶揄し批判が殺到、県政史上初の辞職勧告決議可決に至った。NHKは一連の出来事を「静岡県の米騒動」と報じた[13]。

- 中日ドラゴンズ監督の立浪和義が2023年に選手に対して白米禁止令を出したと報じられ、「令和の米騒動」と称された[14]。